# George Udny Yule
George Udny Yule (18 de febrero de 1871-26 de junio de 1951) fue un estadístico nacido en Escocia. Sus aportes teóricos y prácticos fueron importantes en el contexto de la correlación y regresión de las matemáticas. Sus trabajos publicados abarcan hasta la primera década del siglo XX.
La distribución de Yule-Simon, una distribución discreta, se nombra en su honor y el de Herbert Simon. George Udny Yule se convirtió en miembro de la Royal Society el 12 de mayo de 1921.
El asteroide (14960) Yule fue nombrado así en su honor.